# 여숭무
여숭무(吕崇茂 ?~620년) 당나라 초 하현(夏縣) 사람으로 수말(隋末) 당초(唐初) 때 군벌 중 한사람인 유무주에게 호응한 농민지도자이다.

## 생애
619년(무덕 2년) 유무주가 남하하자 당나라 진주도 행군총관(晉州道 行軍總管) 배적(裴寂)은 견벽청야(堅壁淸野)의 전술로 인근 고을의 식량 같은 물자와 건물 등을 모조리 파괴하였다.
이에 백성들은 불만을 품었고 여숭무는 그들을 모아 세력을 형성하고 스스로 위왕(魏王)을 칭하였고 무리를 모은 여숭무는 유무주에게 호응하여 그와 대치 중이던 배숙을 공격,패퇴시켰다.
이로 인해 당 고조(唐 高祖)는 영안왕(永安王) 이효기(李孝基),합주총관(陜州總管) 우균(于筠),내사시랑(內史侍郞) 당검(唐儉), 독고회은(獨孤懷恩) 등에게 명하여 군을 거느리고 여숭무를 토벌하게 하였는데 여숭무는 유무주의 대장인 송금강(宋金剛)에게 구원을 청하였고 송금강은 울지공(尉遲恭), 심상(尋相)과 군사를 거느리고 구원하여 이효기,우균,당검,독고회은,행군 총관 유세양(劉世讓) 등을 사로잡았다.
이듬해 2월 20일 당 조정에서는 장군 상현화(桑現和)로 하여금 다시 여숭무를 공격하게 하였는데 울지공이 군사를 거느리고 여숭무가 있는 하현을 수비하므로 당 고조는 여숭무에게 몰래 사자를 보내 그 죄를 사면하고 그를 하주자사(夏州刺史)로 삼으면서 그로 하여금 울지공을 죽이게 하였으나 일이 누설되어 울지공은 여숭무를 살해한 뒤 하현을 떠났고 여숭무의 남은 부하들은 그대로 하현을 지켰다.
진왕(秦王) 이세민(李世民)은 유무주를 평정한 뒤 항복한 울지공으로 하여금 군사를거느리고 진주에서 회군하여 하현을 공격하게 하였고 5월 24일 그들을 평정하였다.

## 참고 문헌
《자치통감(資治通鑒)》 제 180권 당기(唐紀) 4